# الوان (ویرجینیای غربی)
الوان، غرب ویرجینیا (به انگلیسی: Alvon, West Virginia) یک منطقهٔ مسکونی در ایالات متحده آمریکا است که در ویرجینیای غربی واقع شده‌است.

## خصوصیات
الوان ۶۱۱٫۱۳ متر بالاتر از سطح دریا واقع شده‌است.